# Francisco Úbeda
Francisco Úbeda (Écija, 23 de febrero de 1991) es un futbolista español.

## Biografía
A los 12 años empezó su trayectoria deportiva, después de ingresar a las divisiones inferiores del Écija Balompié, donde permaneció por dos temporadas. A los 14 años fue traspasado al Sevilla Fútbol Club donde jugó en varias divisiones hasta llegar al Sevilla Fútbol Club "C", equipo que milita en la Tercera División de España.
Volvió nuevamente al Écija Balompié en 2012, procedente del Sevilla Fútbol Club "C". En esta nueva etapa se convirtió en el líder del equipo ya que fue declarado capitán. En este equipo disputó dos competiciones nacionales: la Segunda División B de España y la Copa del Rey. Tuvo dos buenas temporadas en el club sevillista aunque permaneció alejado de los terrenos de juego por varios meses, producto de una rotura de ligamentos en la rodilla derecha.
En 2014 fichó por el Club Polideportivo Villarrobledo, después de su paso por el Écija Balompié. En este club disputó la Tercera División de España, en el grupo XVIII. En 2015 se incorporó al equipo Club Deportivo Marino y permaneció varias temporadas siendo uno de los jugadores más polivalentes.
En 2018, Úbeda comenzó a dar clases de Educación Física en un centro de educación secundaria en el sur de Tenerife y tras firmar un contrato de un año con el Unión Deportiva Ibarra tuvo que compaginar ambas labores. Ese mismo año, Úbeda fue seleccionado por la AFE para formar parte de la selección española entrenada por Salva Ballesta y disputar la FIFPro Tournament de Praga, torneo en el cual juegan futbolistas sin equipo y son usados por los ojeadores de equipos nacionales e internacionales para encontrar grandes talentos y promesas del fútbol.
En junio de 2020, tras no competir durante la campaña 2019-20 al abandonar el U.D. Ibarra, Úbeda decidió volver a los terrenos de juego al fichar por el C.D. Arcángel San Miguel de Tenerife, conjunto que milita en la Interinsular Preferente de Tenerife. Desde entonces, el jugador astigitano ha tenido que compaginar su labor como docente y jugador de fútbol.

## Clubes

### Estadísticas como jugador
| Club                     | Div.          | Temporada     | Liga  | Liga  | Copa del Rey | Copa del Rey | Otros | Otros | Total | Total |
| Club                     | Div.          | Temporada     | Part. | Goles | Part.        | Goles        | Part. | Goles | Part. | Goles |
| ------------------------ | ------------- | ------------- | ----- | ----- | ------------ | ------------ | ----- | ----- | ----- | ----- |
| Sevilla F.C. “C”         | 3.ª           | 2010-11       | 32    | 0     | -            | -            | -     | -     | 32    | 0     |
| Sevilla F.C. “C”         | 3.ª           | 2011-12       | 36    | -     | -            | -            | -     | -     | 36    | 0     |
| Sevilla F.C. “C”         | Total club    | Total club    | 68    | 0     | 0            | 0            | 0     | 0     | 68    | 0     |
| Écija Balompié           | 2.ªB          | 2012-13       | 20    | -     | -            | -            | -     | -     | 20    | 0     |
| Écija Balompié           | 2.ªB          | 2013-14       | 32    | -     | 2            | -            | -     | -     | 34    | 0     |
| Écija Balompié           | 2.ªB          | 2014-15       | 11    | -     | -            | -            | -     | -     | 11    | 0     |
| Écija Balompié           | 2.ªB          | 2015-16       | 5     | -     | -            | -            | -     | -     | 5     | 0     |
| Écija Balompié           | Total club    | Total club    | 70    | 0     | 2            | 0            | 0     | 0     | 70    | 0     |
| C.D. Marino              | 3.ª           | 2015-16       | 18    | 0     | -            | -            | -     | -     | 18    | 0     |
| C.D. Marino              | 3.ª           | 2016-17       | 28    | 0     | -            | -            | -     | -     | 28    | 0     |
| C.D. Marino              | 3.ª           | 2017-18       | 10    | -     | -            | -            | -     | -     | 10    | 0     |
| C.D. Marino              | Total club    | Total club    | 56    | 0     | 0            | 0            | 0     | 0     | 56    | 0     |
| U.D. Ibarra              | 3.ª           | 2018-19       | 11    | -     | -            | -            | -     | -     | 11    | 0     |
| U.D. Ibarra              | Total club    | Total club    | 11    | 0     | 0            | 0            | 0     | 0     | 11    | 0     |
| C.D. Arcángel San Miguel | 4.ª           | 2020-21       | -     | -     | -            | -            | -     | -     | -     | -     |
| C.D. Arcángel San Miguel | 4.ª           | 2021-22       | -     | -     | -            | -            | -     | -     | -     | -     |
| C.D. Arcángel San Miguel | Total club    | Total club    | -     | -     | -            | -            | -     | -     | -     | -     |
| Total carrera            | Total carrera | Total carrera | 205   | 0     | 0            | 0            | 0     | 0     | 205   | 0     |

Fuentes: Astigipedia. *Actualizado por última vez el 11 de noviembre de 2021.

### Como director técnico
| Club                     | País   | Año       |
| ------------------------ | ------ | --------- |
| Club Deportivo El Villar | España | 2015-2016 |